# Edward Stradling, 3. Baronet

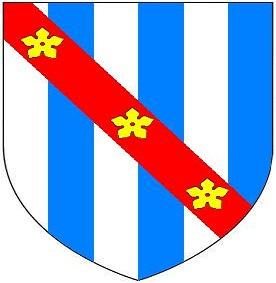
Wappen der Familie Stradling

Sir Edward Stradling, 3. Baronet (* um 1624; † vor 17. April 1646) war ein englischer Adliger und Militär.
Edward entstammte der Familie Stradling, einer alten Familie der Gentry aus Glamorgan. Er war der älteste Sohn von Sir Edward Stradling, 2. Baronet und von dessen Frau Mary Mansel. Während des Englischen Bürgerkriegs kämpfte er wie sein Vater und andere Mitglieder der Familie auf der Seite des Königs und stellte wie sein Vater für die königliche Armee ein Regiment auf. 1643 wurde er in Oxford zum Knight Bachelor geschlagen. 1644 nahm er an der Zweiten Schlacht bei Newbury teil. Nach dem Tod seines Vaters 1644 erbte er den Titel Baronet, of St Donat’s in the County of Glamorgan, und die Familienbesitzungen in Südwales und in Südwestengland.
Er heiratete um 1642 Catherine Perry, eine Tochter von Hugh Perry aus London. Er hatte mit ihr mindestens drei Kinder:
- Sir Edward Stradling, 4. Baronet (um 1643–1685)
- Catherine Stradling ⚭ Sir William Waller
- Jane Stradling, ⚭ George Bowen aus Kettlehill, Glamorgan

Sein Todesjahr ist unbekannt. Nach verschiedenen Angaben war er vor 1661 gestorben, doch bereits am 26. April 1646 heiratete seine Witwe Catherine Perry in zweiter Ehe Bussy Mansel aus Briton Ferry. Sein Erbe wurde sein junger Sohn Edward. Offenbar kam es während des Bürgerkriegs auf seinen Besitzungen noch zu erheblichen Beschädigungen, die noch seinen Enkel belasteten.